# Moonglow (Avantasia)
Moonglow è l'ottavo album del progetto Avantasia. È stato pubblicato il 15 febbraio 2019 attraverso Nuclear Blast.

## Il disco
Lanciato dal singolo Moonglow con Candice Night (Blackmore's Night), il disco riunisce nomi storici del progetto come Jørn Lande (ex Masterplan), Michael Kiske (Helloween), Bob Catley (Magnum), Geoff Tate (ex Queensrÿche), Ronnie Atkins (Pretty Maids) ed Eric Martin (Mr. Big) ai quali si aggiungono Hansi Kürsch (Blind Guardian) e Mille Petrozza (Kreator).
Il disco debutta al primo posto della classifica tedesca, riscuotendo grandi risultati anche nel resto dell'Europa.
L'edizione limitata dell'album include un ulteriore disco contenente le stesse tracce in versione strumentale.

## Tracce
1. Ghost in the Moon – 9:51
2. Book of Shallows (feat. Hansi Kürsch, Ronnie Atkins, Jørn Lande e Mille Petrozza) – 4:57
3. Moonglow (feat. Candice Night) – 3:54
4. The Raven Child (feat. Hansi Kürsch e Jørn Lande) – 11:10
5. Starlight (feat. Ronnie Atkins) – 3:36
6. Invincible (feat. Geoff Tate) – 3:07
7. Alchemy (feat. Geoff Tate) – 7:25
8. The Piper at the Gates of Dawn (feat. Ronnie Atkins, Jørn Lande, Geoff Tate, Eric Martin e Bob Catley) – 7:18
9. Lavender (feat. Bob Catley) – 4:27
10. Requiem for a Dream (feat. Michael Kiske) – 6:07
11. Maniac (feat. Eric Martin) (cover di Michael Sembello) – 4:26
12. Heart (traccia bonus per l'edizione limitata) – 3:49

Durata totale: 70:07

## Formazione

### Principale
- Tobias Sammet - voce, basso, tastiera
- Michael Rodenberg – tastiera, orchestrazione
- Felix Bohnke - batteria
- Sascha Paeth - chitarra, basso

### Musicisti aggiuntivi
- Alvin Le-Bass - cori
- Billy King - cori
- Bridget Fogle - cori
- Herbie Langhans - cori
- Lerato Sebele - cori
- Oliver Hartmann - cori, chitarra nella traccia 4
- Stokely Van Daal - cori
- Nadia Birkenstock - arpa nella traccia 4